# Скрытый чемпион
Скрытый чемпион — сравнительно небольшая, но очень успешная, компания, которая играет ключевую роль в мировой экономике и, несмотря на это, неизвестна широкой публике. Термин был введён Г. Симоном, который постулировал, что скрытый чемпион должен отвечать следующим трём условиям:
- одно из первых трёх мест в мире по доле рынка или первое место на своём материке;
- выручка менее 4 миллиардов американских долларов (для сравнения, в 2007 году последняя компания в списке Форчун 500 имела оборот свыше 17 миллиардов долларов);
- неизвестность за пределом узкого круга специалистов.

В качестве одного из примеров Симон приводит итальянскую SAES Getters (85 % мирового рынка геттеров).
В России термин получил известность в 2019 году в связи с одним из чемпионов, компанией Allseas, угроза американских санкций против которой привела к приостановке строительства газопровода «Северный поток-2».

## Причины безвестности
Симон указывает на следующие причины малой известности скрытых чемпионов:
- Они спрятаны внутри глобализованных цепочек производственных связей, зачастую продавая машины и компоненты, невидимые в продукте или услуге, которые замечает потребитель (например, гость отеля не подозревает о поставщике системы резервации номеров);
- Компании сознательно избегают внимания (Симон упоминает руководителей, которые сообщили ему об их «усилиях остаться неизвестными»). Это позволяет уклоняться от пристального взгляда потенциальных конкурентов и антимонопольных органов, а также даёт возможность сконцентрироваться на содержательной части бизнеса. Компании-чемпионы, естественно, хорошо известны в узком кругу их заказчиков.

## Характеристики
Средний скрытый чемпион:
- трудоустраивает около 2000 человек[5];
- имеет выручку 430 миллионов долларов[5]. Она может быть гораздо меньше, например, у производителя органов Klais Orgelbau[англ.] (65 сотрудников) выручка составляет лишь 70 миллионов;
- находится в бизнесе 61 год[6];
- высокодоходен (окупаемость инвестиций 9,5 % против 3,5 % у Форчун-500)[7];
- сравнительно хорошо переживает кризисы (лишь 10 % из 457 немецких чемпионов закрылись за 10 лет)[8];
- скорее всего находится в Германии (1374 компании из 2734 найденных Симоном — немецкие). Для сравнения, в США — 368 чемпионов, Японии — 220, Китае — 84[9], в России около 20 (см. ниже).

## В России
В России скрытые чемпионы ещё скрытнее: к причинам, перечисленным выше, приходится добавлять риски рейдерского захвата и вынужденного спонсорства по требованиям местных властей. Юданов и Думная упоминают следующие компании, как российские «скрытые чемпионы» на 2014 год (при этом ослабляя критерии, обосновывая это «эффектом страны происхождения»: на пути российских компаний искусственно создаются барьеры, отсутствующие для компаний из США и Европы):
- ВСМПО-АВИСМА (30 % производства титановых сплавов в мире);
- «Вертолеты России» (56 % мирового парка в сегменте среднетяжелых вертолётов, 17 % среди сверхтяжелых);
- Полипластик / Полимертепло (первое место в Европе по производству полиэтиленовых труб);
- «Волга-Днепр» (60 % рынка мирового негабаритных грузовых авиаперевозок, 50 % рынка чартерных грузовых перевозок);
- «ИРЭ-Полюс» / IPG Photonics (65 % мирового рынка промышленных волоконных лазеров);
- Лаборатория Касперского (в тройке мировых производителей антивирусных программ);
- Яндекс (в пятерке крупнейших поисковиков мира);
- «Транзас» (35 % мирового рынка морских навигационных систем, продана финнам в 2018 году);
- ЗАО «Монокристалл» (28 % мирового рынка по производству сапфира для оптоэлектроники — первое место в мире, 20 % рынка алюминиевых паст для солнечной энергетики);
- NT-MDT (16 % на мировом рынке зондовых микроскопов, второе место в мире);
- «Восток-Сервис» (спецодежда и средства охраны труда);
- ЗАО НИПК «Электрон» (второе место в мире на рынке цифровых ПЗС-детекторов);
- «Морион» [уточнить] (прецизионное кварцевое приборостроение);
- Лыткаринский завод оптического стекла (крупногабаритная астрономическая оптика);
- «Технониколь» (крупнейший в Европе производитель кровельных, гидроизоляционных и теплоизоляционных материалов);
- «Диаконт» (радиационно-стойкие видеокамеры, силовые прецизионные электроприводы);
- Группа ABBYY (распознавание текста, прикладная лингвистика);
- IBS Group (24-часовой непрерывный процесс создания программ);
- Parallels (кроссплатформенное программное обеспечение, в 2015 году продана канадцам);
- «Интерскол» (производство электроинструмента, в составе Interskol Crown Group по некоторым электроинструментам ведущая компания Европы, в 2019 проходила банкротство);
- «Гришко» (в тройке ведущих производителей одежды и обуви для танца).